# 迪肯 (印第安納州)
迪肯（英語：Deacon）是位於美國印地安納州卡斯縣的一個非建制地區。該地的面積和人口皆未知。

## 地理
迪肯的座標為40°38′02″N 86°19′02″W / 40.63389°N 86.31722°W，而該地的平均海拔高度為228米（即748英尺）。